# Winthemia rifiventris
Winthemia rifiventris är en tvåvingeart som först beskrevs av Macquart 1850.  Winthemia rifiventris ingår i släktet Winthemia och familjen parasitflugor. Inga underarter finns listade i Catalogue of Life.